# Université de Kragujevac
L'université de Kragujevac (en serbe : Универзитет у Крагујевцу et Univerzitet u Kragujevcu) est une université publique implantée à Kragujevac, en Serbie. Elle a été créée en 1976 et est organisée en 11 facultés.

## Histoire
Dans sa configuration actuelle, l'université de Kragujevac a été officiellement instituée le 21 mai 1976 mais son origine remonte en fait à la première moitié du XIXe siècle, lorsqu'en 1838, le prince Miloš Obrenović a créé dans la ville le Lycée, la première institution d'enseignement supérieur de la principauté de Serbie. En 1841, quand Belgrade devint la capitale du pays à la place de Kragujevac, le Lycée y fut transféré ; en 1863, il fut appelé la Haute école établissement qui, en 1905, devint l'université de Belgrade. L'actuelle université fut recréée en 1960 comme une annexe de l'université belgradoise,. L'université de Kragujevac comprend aujourd'hui 11 facultés, dont six sont situées dans la ville. Elle accueille 14 000 étudiants, encadrés par 1 000 professeurs.

## Organisation
L'Université de Kragujevac comprend 12 facultés. Six d'entre elles sont situées à Kragujevac même et cinq autres dans quatre villes voisines :
- Faculté de génie mécanique (Mašinski fakultet u Kragujevcu)[4]
- Faculté d'économie (Ekonomski fakultet u Kragujevcu)[5]
- Faculté de sciences naturelles et de mathématiques (Prirodno-matematički fakultet)[6]
- Faculté de droit (Pravni fakultet)[7]
- Faculté de médecine (Medicinski fakultet)[8]
- Faculté des lettres et des arts (Filološko-umetnički fakultet)[9]
- Faculté de technologie à Čačak (Tehnički fakultet u Čačku)[10]
- Faculté d'agronomie à Čačak (Agronomski fakultet)[11]
- Faculté de génie mécanique à Kraljevo (Mašinski fakultet u Kraljevu)[12]
- Faculté de formation des maîtres à Užice (Učiteljski fakultet)[13]
- Faculté de pédagogie à Jagodina (Pedagoški fakultet)[14]
- Faculté de tourisme et d'hôtellerie à Vrnjačka Banja (Fakultet za turizam i hotelijerstvo).